# 莫里亚戈-德拉巴塔利亚
莫里亚戈-德拉巴塔利亚（義大利語：Moriago della Battaglia），是意大利威尼托大区特雷维索省的一个市镇。总面积13平方公里，人口2807人，人口密度215.9人/平方公里（2009年）。国家统计（ISTAT）代码为026048。